# Nimara
Nimara je poluotok pokraj grada Marmarisa, u Turskoj.
Poluotok se nalazi oko 8 km od Marmarisa, a s kopnom je povezan uskom prevlakom. Poluotok je poznat po svojim prirodnim i arheološkim znamenitostima.

## Arheološka nalazišta
Arheološki nalazi ukazuju na ljudski boravak na poluotoku još od prapovijesti, točnije oko 10 000 godina prije nove ere. Ostaci s najvišeg vrha poluotoka, koji obuhvaćaju ostatke gradskih zidina, kulu stražarnicu i antičke nastambe, pripadaju jednog od 3 grupe antičkih naselja oko Marmarisa. Ova je lokacija dostupna pješačkim stazama, a udaljena je oko 1 sat hoda od Marmarisa. 

## Špilja Nimara
Špilja Nimara jedna je od najpopularnijih turističkih odredišta na ovom području. Arheološka istraživanja datirala su prve ljudske aktivnosti čak 12 000 godina u prošlost. Ovo je mjesto od posebnog interesa studentima i arheolozima koji istražuju prapovijesne ljudske u i oko grada Muğla.
U špilji se mogu naći leptiri troglokseni, zbog čega je špilja od 1999. godine proglašena zaštićenim područjem. I ostatak poluotoka obiluje raznovrsnim životnjiskim i biljnim svijetom.

## Vanjske poveznice i reference
1. ↑  Marmaris Heaven Island (engl.)
2. ↑  Nimara Cave, Marmaris (engl.)